# Dzilam de Bravo
Dzilam de Bravo es un puerto de pescadores de Yucatán en México, cabecera del municipio homónimo, ubicado en el litoral norte de la península de Yucatán.

## Localización
La localidad de Dzilam de Bravo se encuentra en la región denominada litoral norte del estado de Yucatán, entre la población de Santa Clara -al oeste- y el área protegida de Bocas de Dzilam -al este- y al norte de Dzilam González.

## Toponimia
El término Dzilam en idioma maya significa pelado o sin envoltura, esto es, cosa u objeto pelado.

## Datos históricos
Sobre la fundación de Dzilam de Bravo no existen datos registrados, aunque se sabe que había población maya antes de la conquista de Yucatán en toda la región, que perteneció al cacicazgo o jurisdicción de Ah Kin Chel.
Hacia 1825 el pueblo perteneció al Partido de la Costa, cuya cabecera fue Izamal. Más tarde Dzilam de Bravo formó parte de la jurisdicción de Dzilam González. Finalmente, a partir de 1921 el pueblo se elevó a la categoría de cabecera municipal dotándolo del territorio que hoy es el municipio de Dzilam de Bravo.
Es un puerto histórico, pues ahí desembarcaron los españoles encabezados por Francisco de Montejo (padre) para iniciar la conquista de la Península. Fue puerto mayor de Yucatán en la época en que se exportaban por ese lugar carnes saladas, sebo, cueros y palo de tinte. Siempre ha habido pesca abundante por las bocas que se hallan cerca. En ese lugar se encuentra la tumba del célebre capitán pirata del siglo XIX, Jean Laffite.

## Arqueología
En las cercanías de Dzilam de Bravo y dentro del municipio, existen varios yacimientos arqueológicos de la cultura maya, entre los que se encuentran: Xalau, Tamba, Bolmay, Petul, Sotpol, Xuyap, Poxil, Xcoom, Palabán, Xmaos y Xcan.

## Turismo
El ecoturismo se ha convertido en una de las actividades principales de la región.  Las Bocas de Dzilam constituyen un atractivo natural que atrae una gran cantidad de turistas locales y foráneos. Estas Bocas están contenidas en la Reserva Natural de Dzilam, área estatal protegida de la biodiversidad.

## Galería

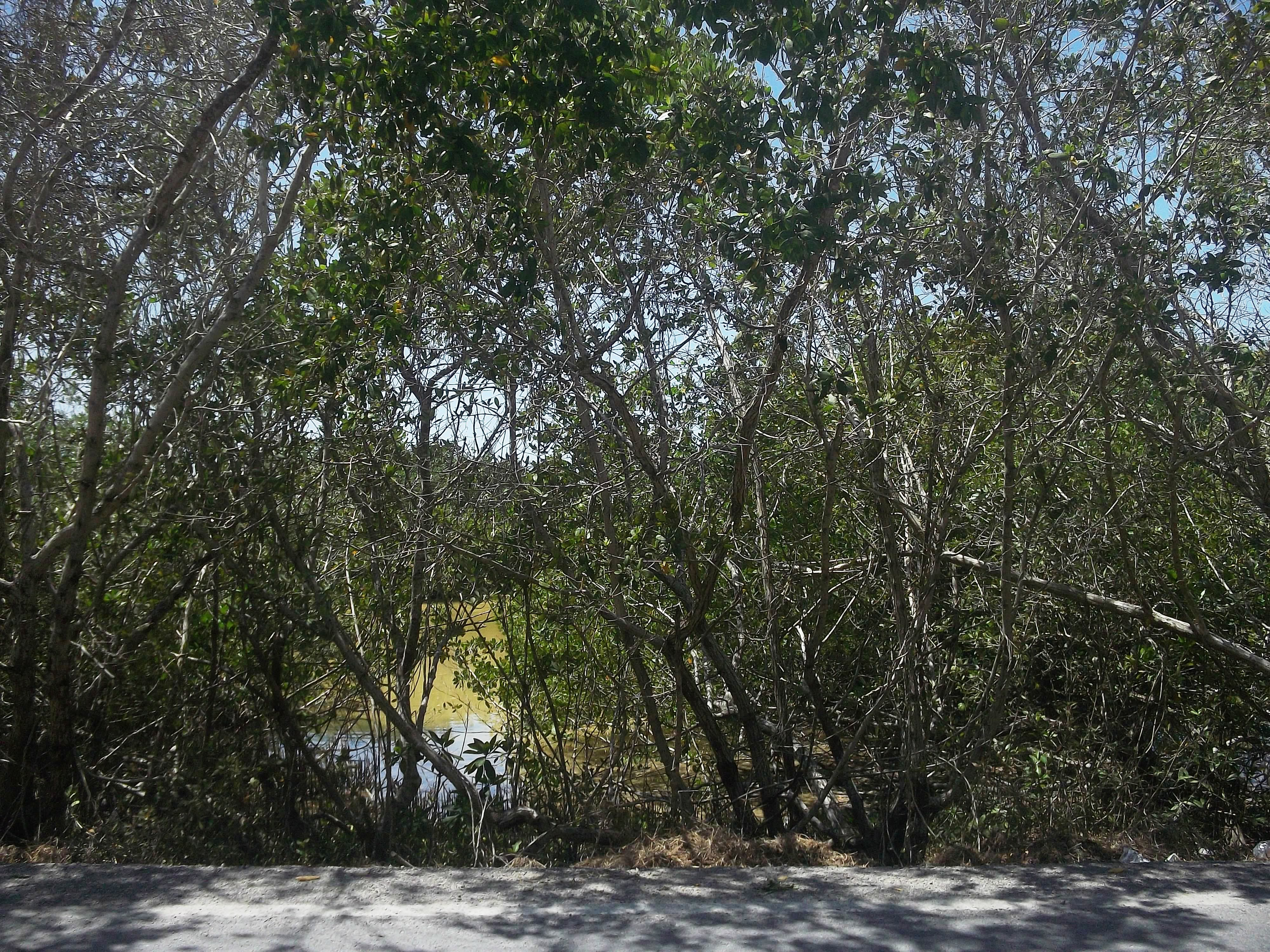
Manglares de Dzilam de Bravo.
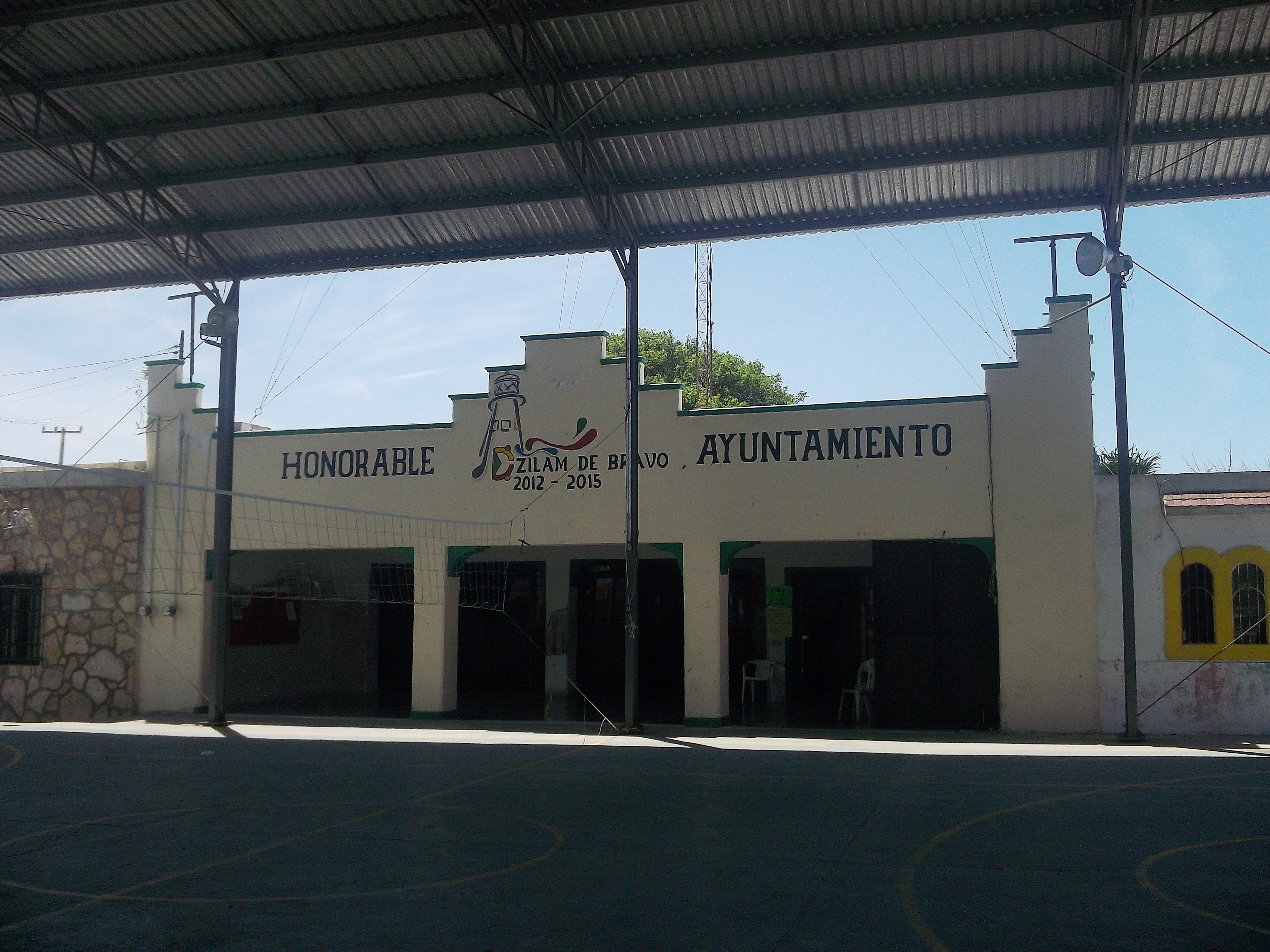
Palacio municipal de Dzilam de Bravo.
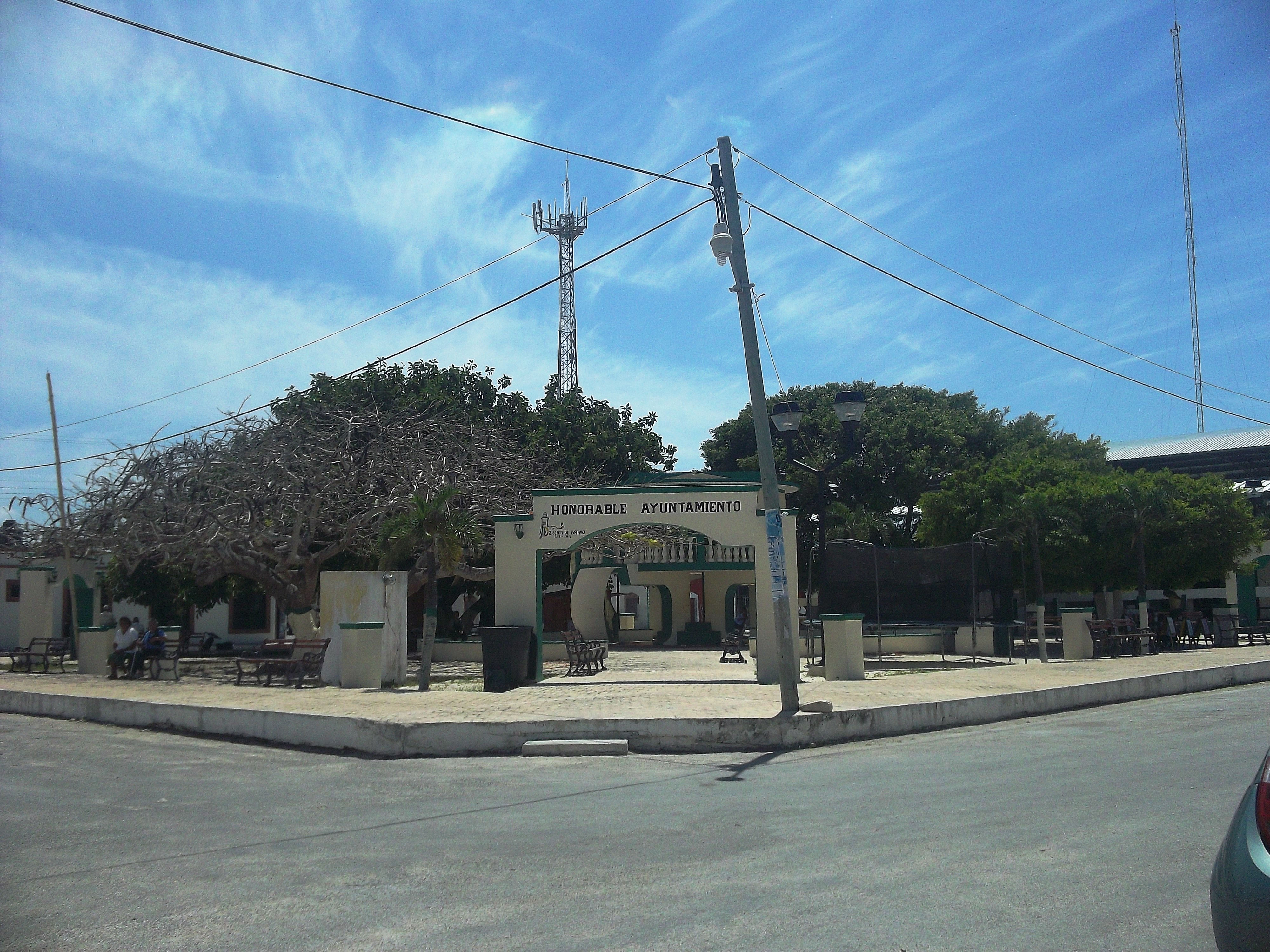
Parque principal de Bravo, Yucatán.
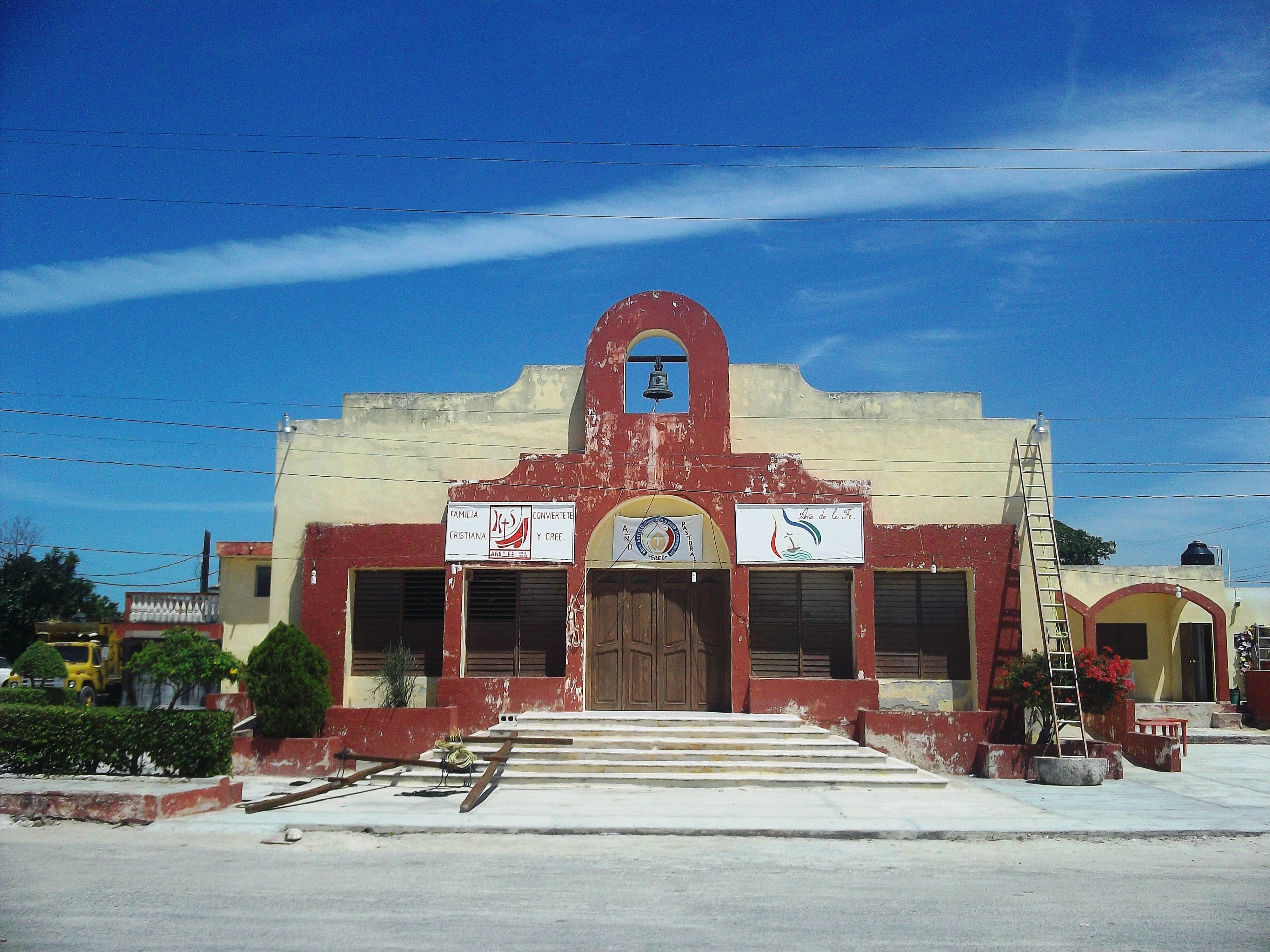
Iglesia principal de Dzilam de Bravo.
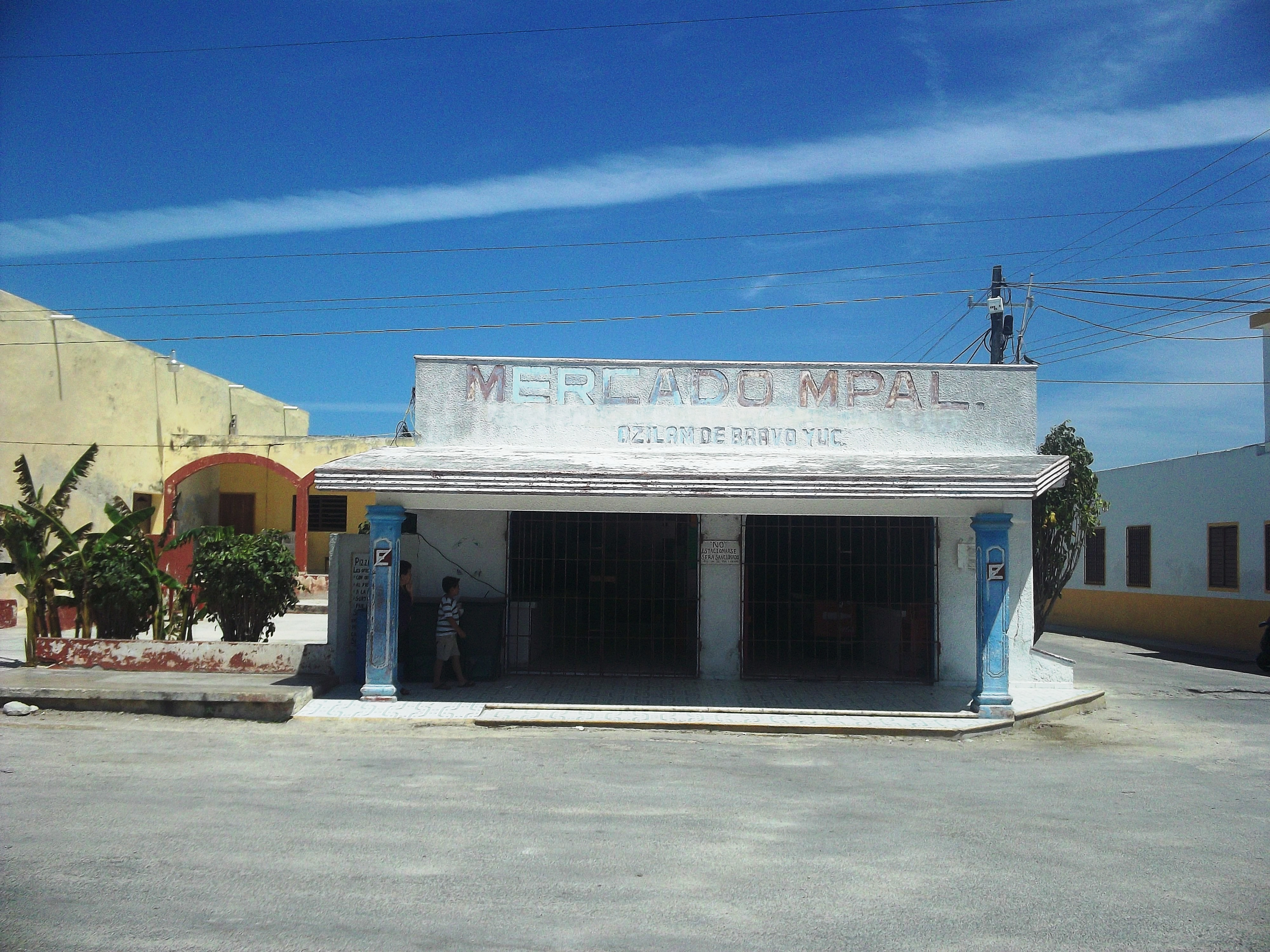
Mercado municipal de Dzilam de Bravo.
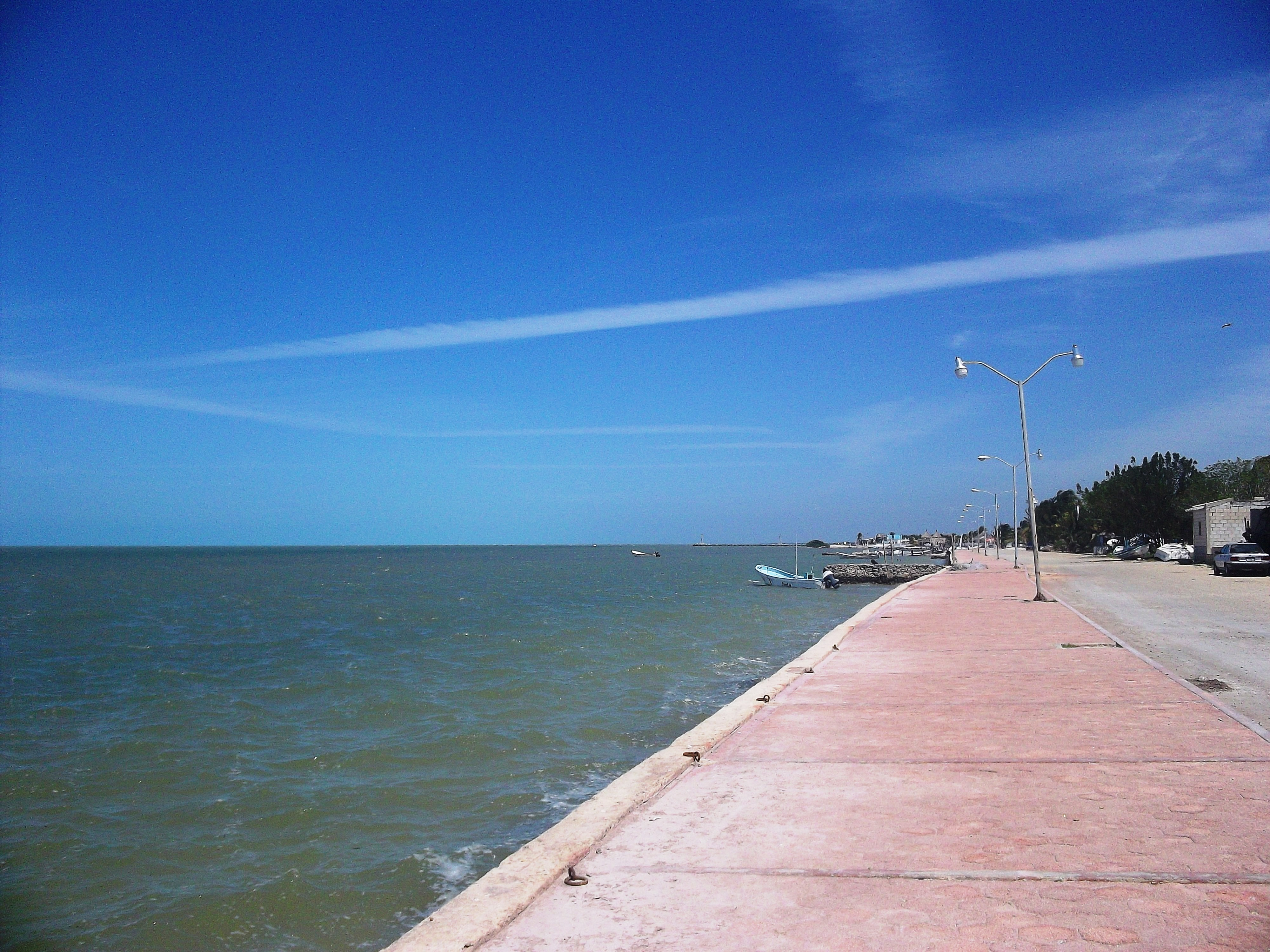
Malecón de Dzilam de Bravo.
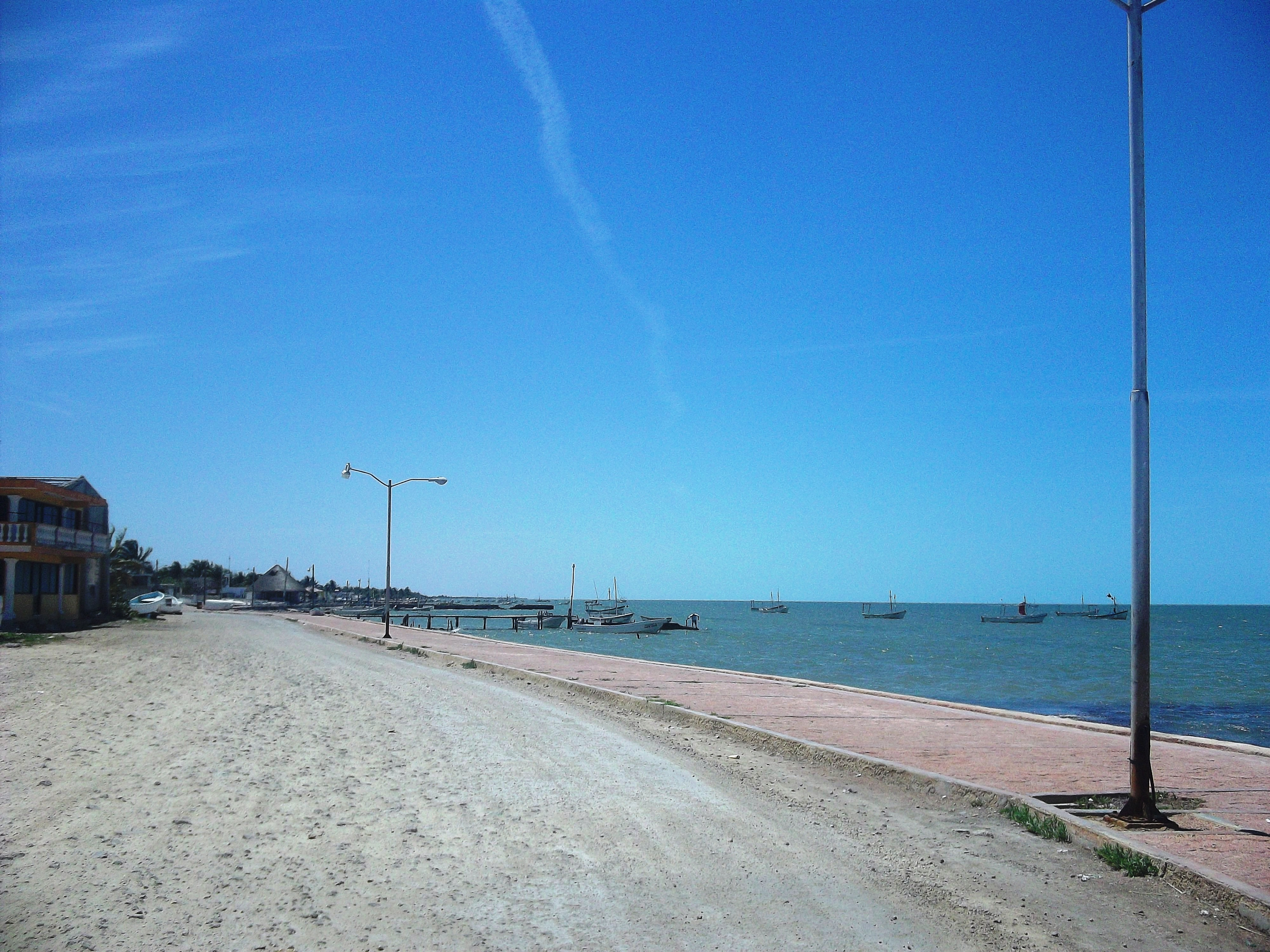
Malecón de Dzilam de Bravo.
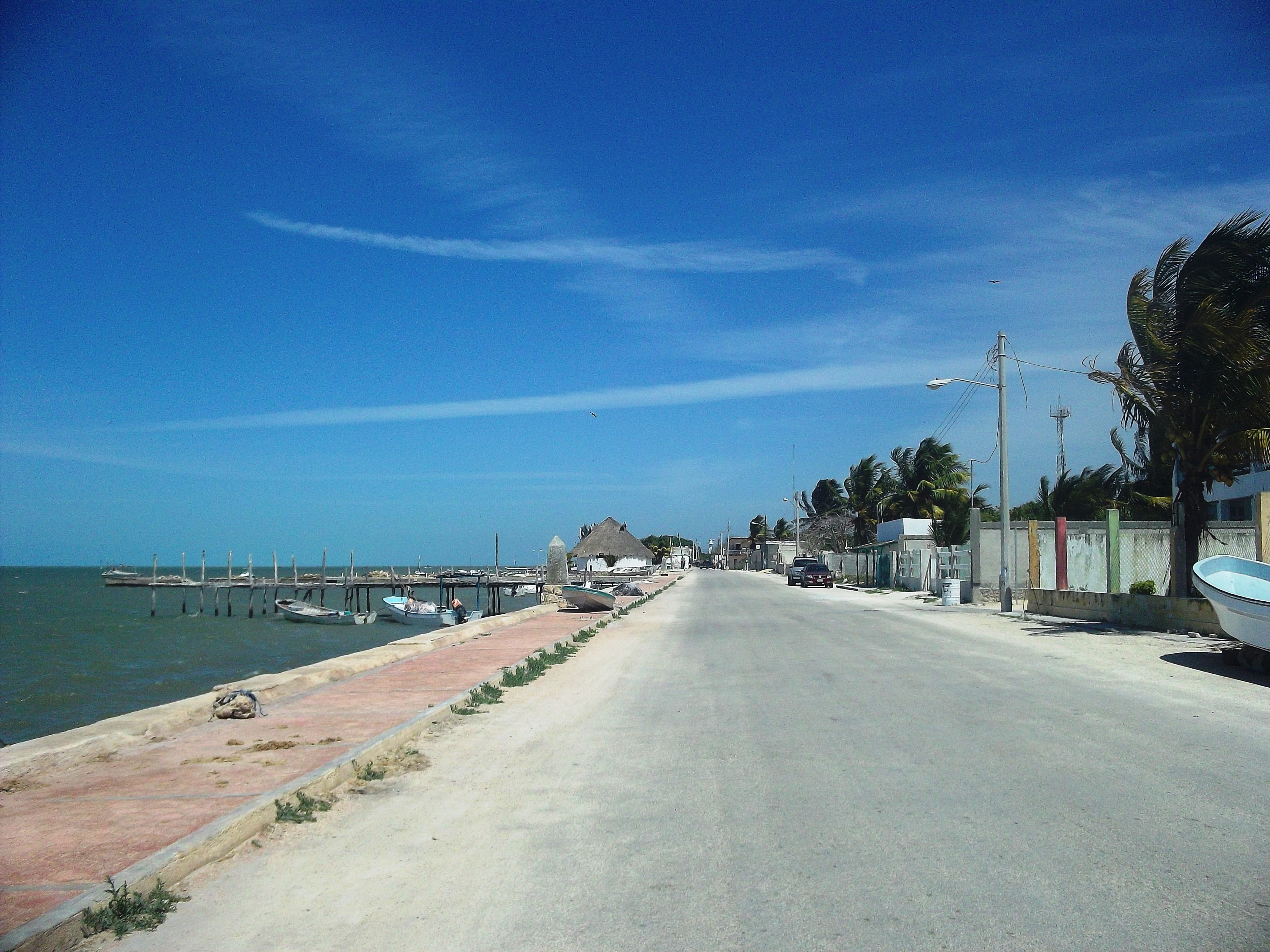
Malecón de Dzilam de Bravo.
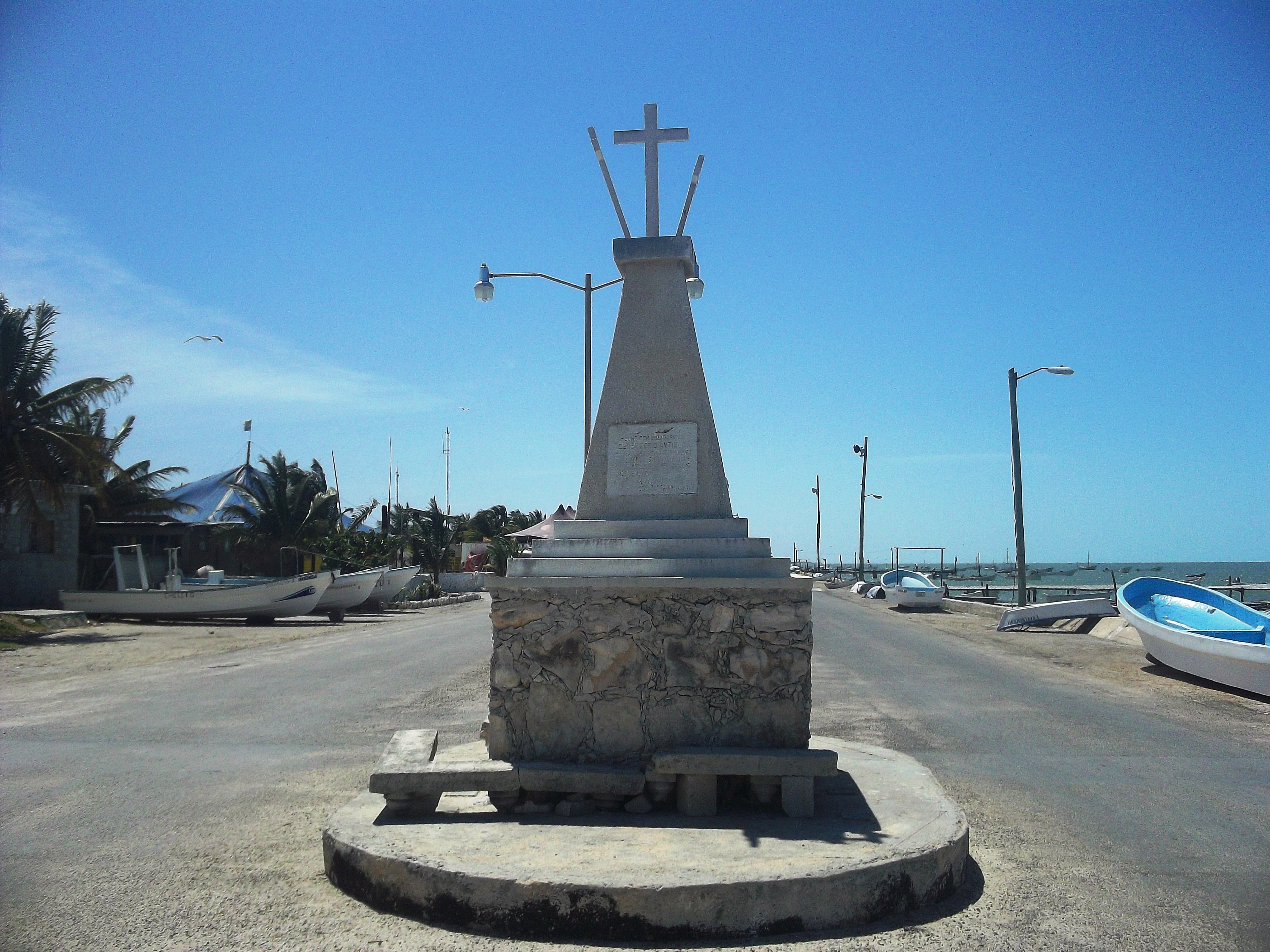
Malecón de Dzilam de Bravo.